# Zdena Helínská
Zdena Helínská, coniugata Mottlová (Karlovy Vary, 1º ottobre 1953), è un'ex cestista cecoslovacca.

## Carriera
Con la Cecoslovacchia ha disputato i Campionati europei del 1980.